# اسپی کالوه
اسپی کالوه (به فرانسوی: Esprit Calvet) (۲۸ نوامبر ۱۷۲۸–۲۵ ژوئیه ۱۸۱۰) پزشک و مجموعه دار فرانسوی بود.
کالوه از خانواده ای قدیمی مستقر در آوینیون به دنیا آمد و در کالج یسوعی‌های شهر تحصیل کرد. سپس در دانشگاه آوینیون، مونپلیه و پاریس رشتهٔ پزشکی را دنبال کرد. بعد از آن به آوینیون بازگشت و نخستین استاد پزشکی در دانشگاه و سرانجام پزشک ارشد بیمارستان سنت-مارت شد.
در آخرین وصیت نامه اش، مورخ ۱۰ ژانویه ۱۸۱۰، کالوه مجموعه اشیاء قابل توجه، کتابخانه و چند عکس را به شهر آوینیون اهدا کرد. این اهدا توسط حکمی مورخ ۹ آوریل ۱۸۱۱ توسط ناپلئون اول پذیرفته شد. این مجموعه در موزه کالوه در خیابان ژوزف ورنه در آوینیون قرار دارد.

## مشاهدات بیشتر
- بنیاد کالوه

## برای مطالعهٔ بیشتر
- Labande, L. -H. (1891). "Esprit Calvet et le XVIIIe siècle à Avignon". Mémoires de l'Académie de Vaucluse (به فرانسوی). 10: 249–275.